# Hradec Králové

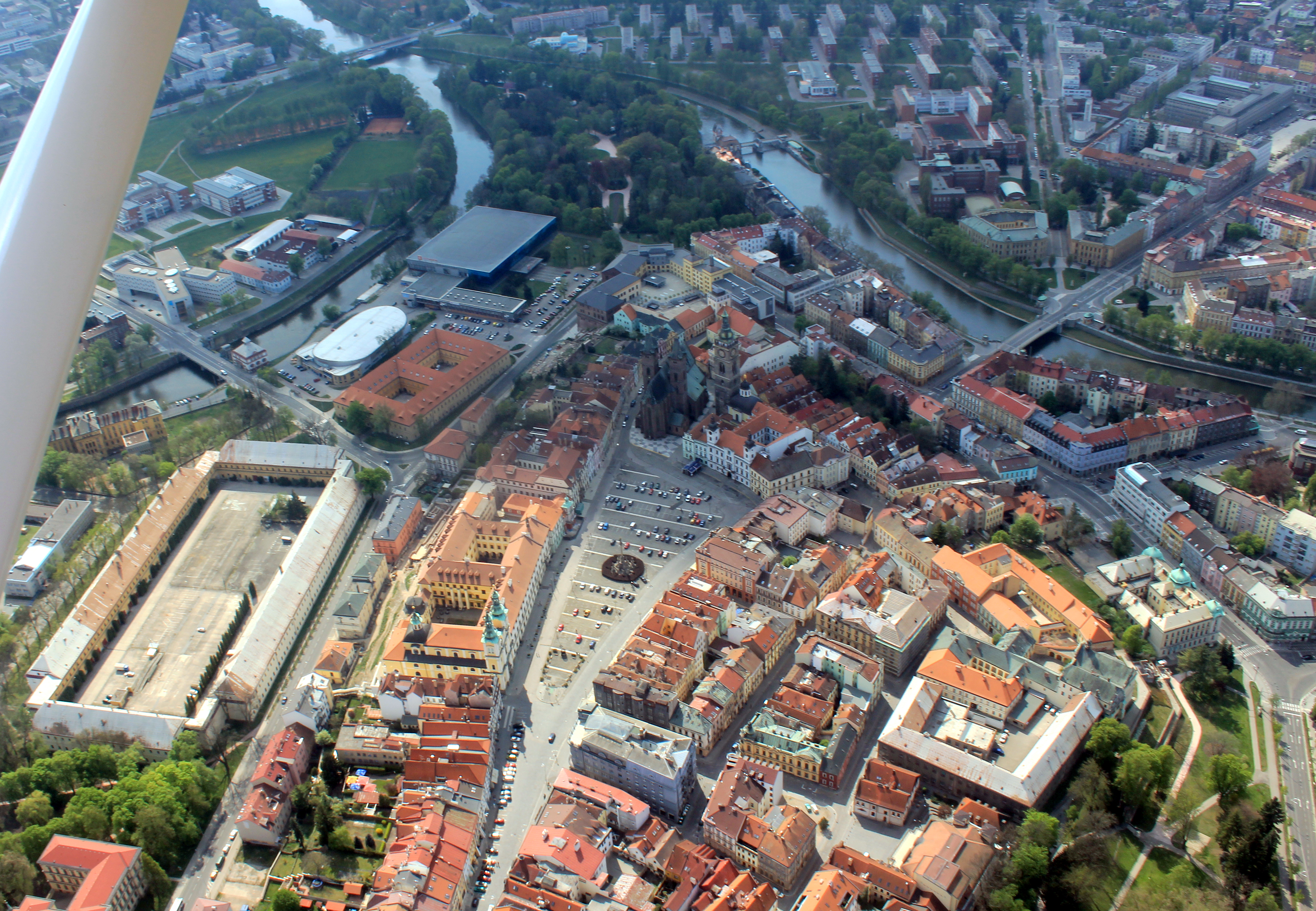
Centrum vanuit de lucht

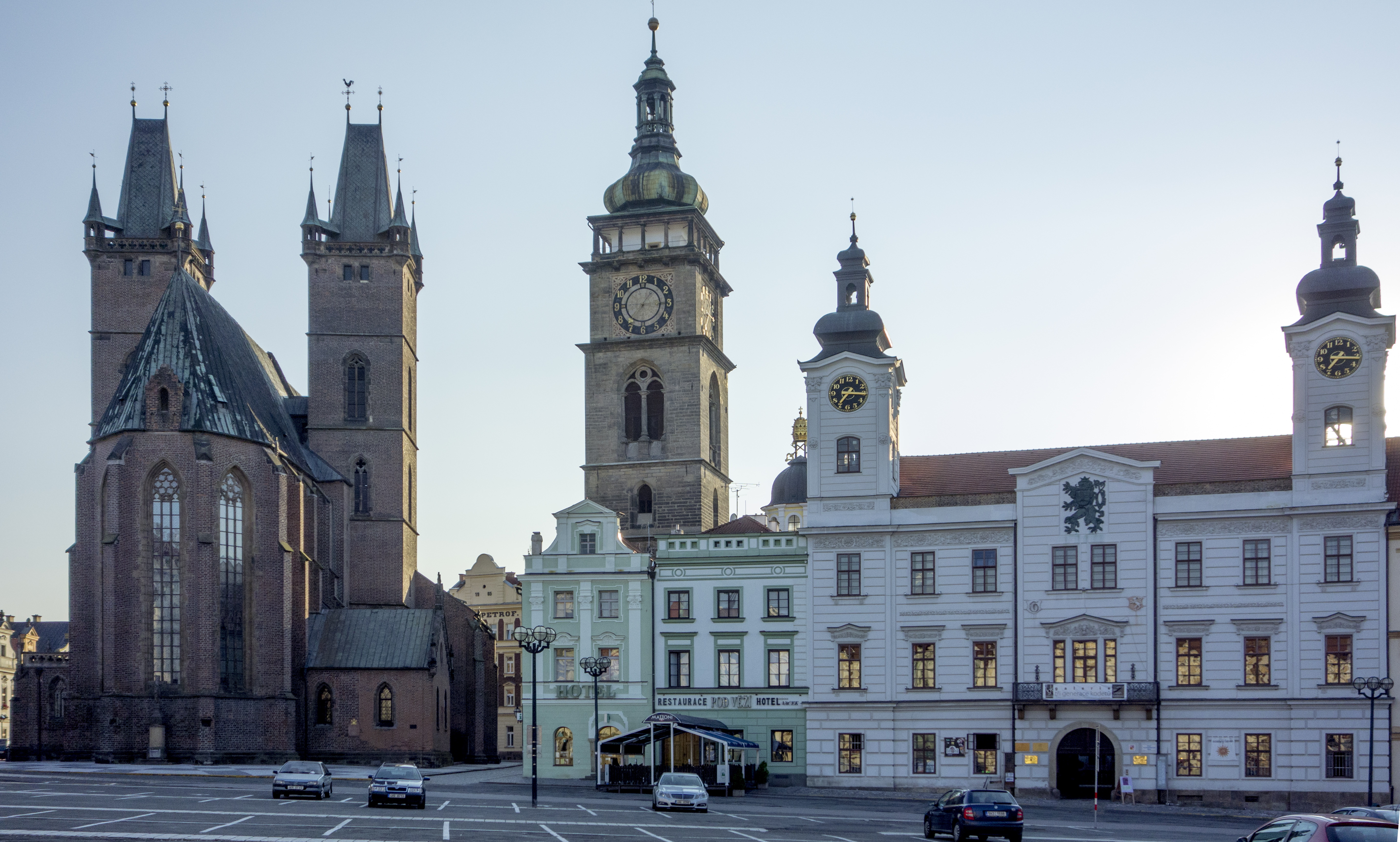
Hradec Králové

Hradec Králové (vertaald: Koninginneburcht, ook wel bekend onder de Duitse naam Königgrätz) is de hoofdstad van de Tsjechische regio Hradec Králové en tevens van de streek Oost-Bohemen (Východočeský). De stad, met zo'n 92.742 inwoners in 2019, is een van de oudste steden van de streek, maar heeft ook een belangrijke rol voor de moderne cultuur.

## Geschiedenis
Hradec Králové is ontstaan uit een burcht die in de 10e eeuw werd gebouwd bij de samenkomst van de rivieren de Elbe (Labe) en de Orlice. In de 13e eeuw kreeg het de allure van een stad. In de 14e eeuw werd het de bruidsschat voor Boheemse koninginnen, vandaar ook de naam (Hradec Králové betekent "Kasteel van de koningin"). In de 18e eeuw kwam de barokstijl er tot bloei, en tot de 19e eeuw was er een vesting. In juli 1866 vond er de Slag bij Königgrätz plaats tussen Oostenrijk en Pruisen.
In de 20e eeuw werd Hradec Králové een belangrijk centrum voor de Tsjechische stedenbouw, met architecten als Jan Kotěra en Josef Gočár. Na de Tweede Wereldoorlog kwam er een industrie van onder meer machinebouw, chemie, textiel en muziekinstrumenten, waaronder Petrof-piano's.
In 2000 kreeg de pedagogische hogeschool de status van universiteit. In Hradec Králové zijn ook enkele faculteiten van de Praagse Karelsuniversiteit gevestigd, waaronder een medische faculteit met een eigen ziekenhuis.

## Stadsbeeld
Het driehoekige plein Velké náměstí is het centrum van de oude stadskern. Hier vindt men onder andere de Clemenskapel, de Heilige Geestkerk (1307) en de Witte Toren, de Mariakerk (17e eeuw) en een belangrijke galerie voor moderne kunst, Galerie Moderního Umění. Het drie verdiepingen tellende gebouw is ontworpen door de Praagse jugendstilarchitect Osvald Polívka. Ook is er op het plein een Mariazuil (1714) en een kast in jugendstil met erin een hydrograaf, thermometer en barometer.
Rond het oude centrum vindt men de stadsmuren waar men in de aanliggende parken het nodige groen kan vinden.
Tussen de oude stad en het busstation, aan de oevers van de Elbe, liggen drukke winkelstraten, met onder meer een Irish pub en buitenlandse modeketens.

## Verkeer en vervoer
Hradec Králové is bereikbaar vanaf Praag via de D11.

### Openbaar vervoer
Op het busstation kan men de bus nemen naar alle windstreken, zoals naar Brno, Praag, Teplice en het Reuzengebergte. Het belangrijkste spoorwegstation van de stad is Station Hradec Králové hlavní nádraží, van waaruit directe verbindingen met onder andere Pardubice en Turnov zijn. Het stadsvervoer wordt verzorgd met trolleybussen.

## Onderwijs
Hradec Králové heeft een eigen universiteit: de Universiteit Hradec Králové. Daarnaast zijn er in de stad ook faculteiten gevestigd van universiteiten uit andere steden: de faculteiten geneeskunde en farmacie van de Karelsuniversiteit Praag en de faculteit militaire gezondheidszorg van de Universiteit voor Verdediging Brno.

## Partnersteden
- Alessandria (Italië)
- Arnhem (Nederland)
- Banská Bystrica (Slowakije), sinds 1967
- Gießen (Duitsland)
- Balen (België), Sinds 2017
- Kaštela (Kroatië)
- Kerkrade (Nederland)
- Metz (Frankrijk)
- Wałbrzych (Polen)
- Wrocław (Polen)

## Geboren
- Milan Opočenský (1931-2007), protestants theoloog
- Lukáš Zima (1994), voetballer
- Kateřina Siniaková (1996), tennisster

## Afbeeldingen

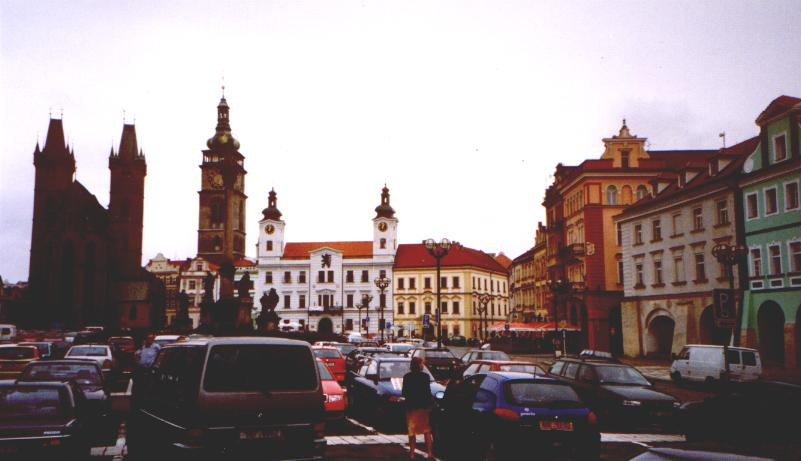
Beeld vanuit de Velké námestí met links de Heilige Geestkerk en de Witte Toren.
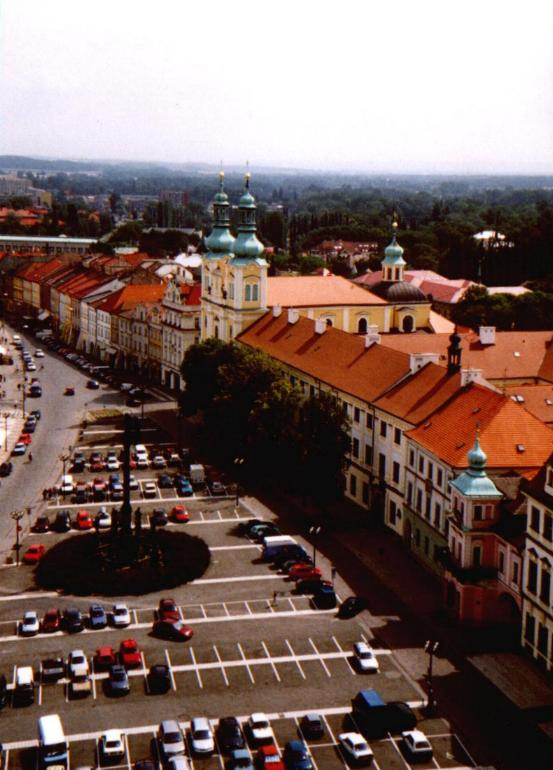
De Velké námestí gezien vanuit de Witte Toren. Rechts achteraan het plein ligt de Mariakerk.
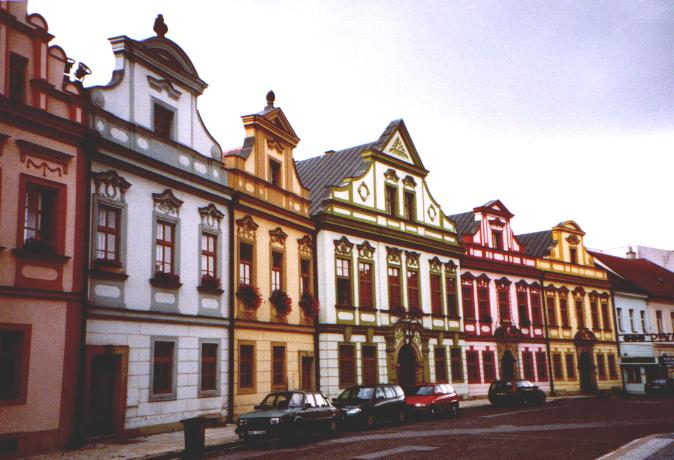
Gekleurde huizen in een straat in Hradec Králové.
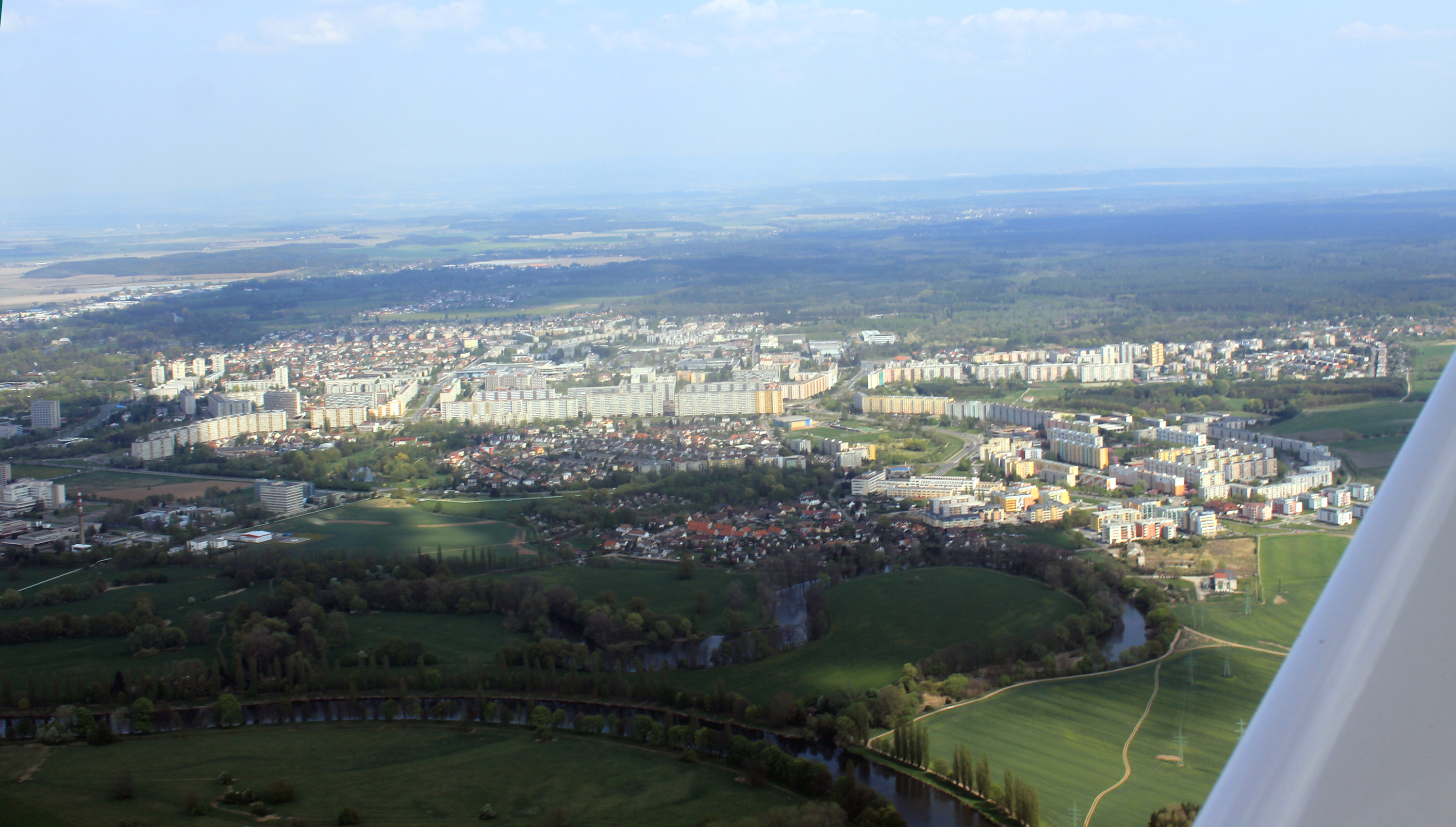
Foto vanuit de lucht (zuid)
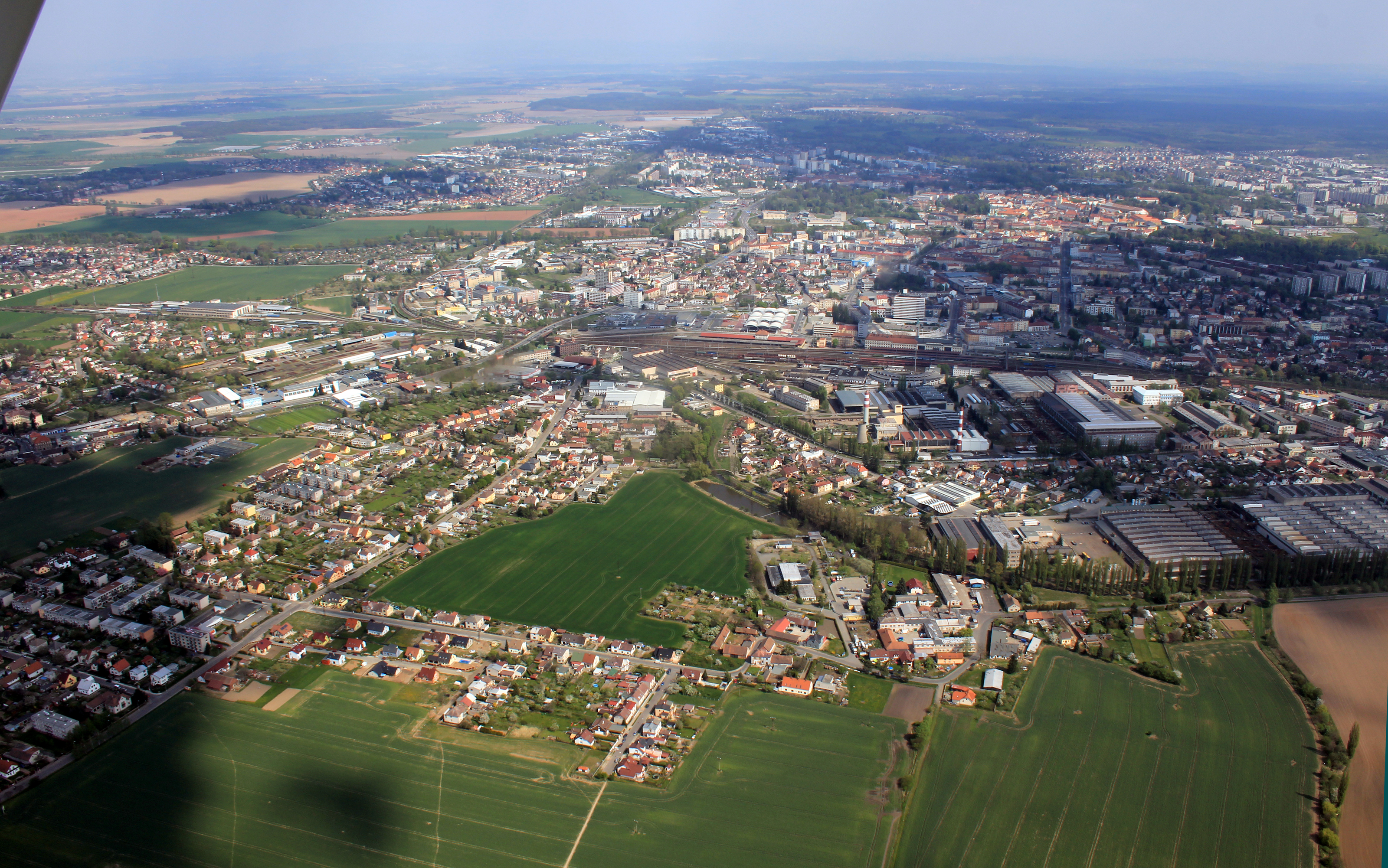
Foto vanuit de lucht (west)
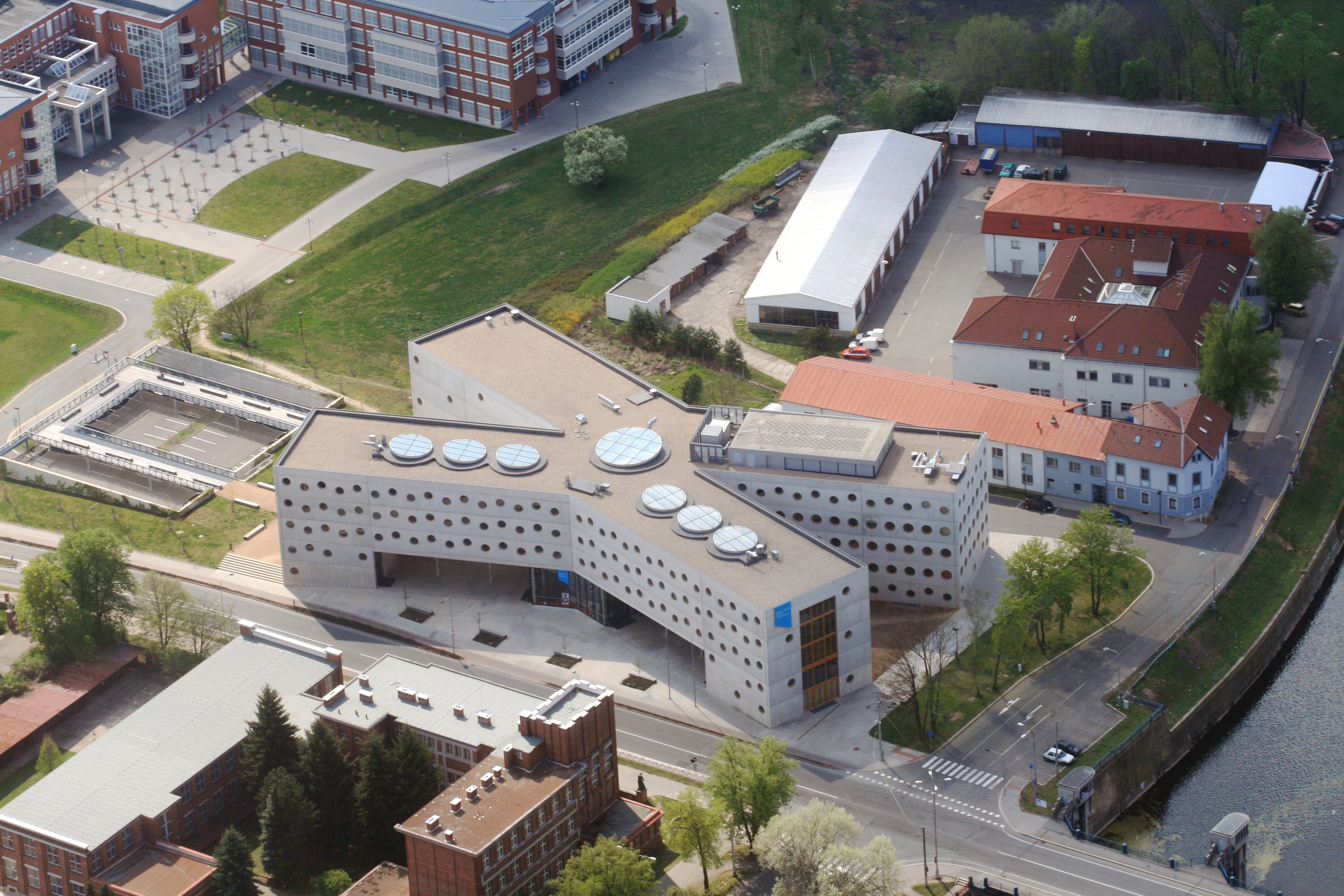
Bibliotheek

Brno · České Budějovice · Chomutov · Děčín · Frýdek-Místek · Havířov · Hradec Králové · Jablonec nad Nisou · Jihlava · Karlsbad (Karlovy Vary) · Karviná · Kladno · Liberec · Mladá Boleslav · Most · Olomouc · Opava · Ostrava · Pardubice · Pilsen (Plzeň) · Praag (Praha) · Přerov · Prostějov · Teplice · Ústí nad Labem · Zlín
Hradec Králové · Jičín · Náchod · Rychnov nad Kněžnou · Trutnov
Babice ·
Barchov ·
Běleč nad Orlicí ·
Benátky ·
Blešno ·
Boharyně ·
Černilov ·
Černožice ·
Čistěves ·
Divec ·
Dobřenice ·
Dohalice ·
Dolní Přím ·
Habřina ·
Hlušice ·
Hněvčeves ·
Holohlavy ·
Hořiněves ·
Hradec Králové ·
Hrádek ·
Humburky ·
Hvozdnice ·
Chlumec nad Cidlinou ·
Chudeřice ·
Jeníkovice ·
Jílovice ·
Káranice ·
Klamoš ·
Kobylice ·
Kosice ·
Kosičky ·
Králíky ·
Kratonohy ·
Kunčice ·
Ledce ·
Lejšovka ·
Lhota pod Libčany ·
Libčany ·
Libníkovice ·
Librantice ·
Libřice ·
Lišice ·
Lodín ·
Lochenice ·
Lovčice ·
Lužany ·
Lužec nad Cidlinou ·
Máslojedy ·
Měník ·
Mlékosrby ·
Mokrovousy ·
Myštěves ·
Mžany ·
Neděliště ·
Nechanice ·
Nepolisy ·
Nové Město ·
Nový Bydžov ·
Obědovice ·
Ohnišťany ·
Olešnice ·
Osice ·
Osičky ·
Petrovice ·
Písek ·
Prasek ·
Praskačka ·
Předměřice nad Labem ·
Převýšov ·
Pšánky ·
Puchlovice ·
Račice nad Trotinou ·
Radíkovice ·
Radostov ·
Roudnice ·
Sadová ·
Sendražice ·
Skalice ·
Skřivany ·
Sloupno ·
Smidary ·
Smiřice ·
Smržov ·
Sovětice ·
Stará Voda ·
Starý Bydžov ·
Stěžery ·
Stračov ·
Střezetice ·
Světí ·
Syrovátka ·
Šaplava ·
Těchlovice ·
Třebechovice pod Orebem ·
Třesovice ·
Urbanice ·
Vinary ·
Vrchovnice ·
Všestary ·
Výrava ·
Vysoká nad Labem ·
Vysoký Újezd ·
Zachrašťany ·
Zdechovice